# Jugoslaviens håndboldlandshold (herrer)
Jugoslaviens håndboldlandshold for mænd var det mandlige landshold i håndbold for Jugoslavien. De repræsenterede landet i internationale håndboldturneringer. De blev reguleret af Jugoslaviens håndboldforbund. Jugoslaviens landshold var et af Europas mest fremgangsrige i både EM og VM.

## Resultater

### VM
- 1938: Deltog ikke
- 1954: Deltog ikke
- 1958: 8.- plads
- 1961: 9.- plads
- 1964: 6.- plads
- 1967: 7.- plads
- 1970:  Bronze
- 1974:  Bronze
- 1978: 5.-plads
- 1982:  Sølv
- 1986:  Guld
- 1990: 4.- plads

### Sommer-OL
- 1936: Deltog ikke
- 1972:  Guld
- 1976: 5.- plads
- 1980: 6.- plads
- 1984:  Guld
- 1988:  Bronze

## Kendte spillere
- Mirko Bašić
- Jovica Cvetković
- Zdravko Miljak
- Josip "Cos" Milković
- Zlatko Portner
- Vlado Stenzel
- Predrag Timko
- Veselin Vujović
- Veselin Vuković

| Håndbold | Spire Denne artikel om et håndboldlandshold er en spire som bør udbygges. Du er velkommen til at hjælpe Wikipedia ved at udvide den. |